# As-Sahab
La fondation As-Sahab de publication islamique (arabe : السحاب, Les Nuages) est une maison de production proche d'Al-Qaeda, qui diffuse à destination du monde entier les messages de cette organisation depuis 2005.